# Escola Superior de Educação e Ciências Sociais de Leiria
A Escola Superior de Educação e Ciências Sociais (ESECS) é uma das cinco escolas integradas no Instituto Politécnico de Leiria (IPLeiria).
A Escola Superior de Educação e Ciências Sociais (ESECS) do Instituto Politécnico de Leiria é o mais antigo estabelecimento de Ensino Superior do distrito - antiga Escola Superior de Educação de Leiria (ESEL). Criada formalmente em 1979, como escola autónoma, iniciou as suas atividades letivas em 1985. Em Abril de 1987 foi integrada no IPLeiria. 
A matriz original, vocacionada para a formação de Professores do Ensino Básico e de Educadores de Infância, foi enriquecida com novas ofertas de formação na área das Ciências Sociais, nomeadamente Relações Humanas e Comunicação Organizacional, Comunicação Social e Educação Multimédia, Serviço Social, Educação Social, Animação Cultural, Desporto e Bem-Estar e Tradução e Interpretação em Português-Chinês/Chinês-Português, áreas que não existiam no distrito e que apresentam complementaridades com os seus domínios tradicionais de formação. 
A ESECS conta com mais de 2000 estudantes a frequentar os seus cursos de especialização tecnológica, licenciatura, pós-graduação, mestrado, formação especializada e profissional, e formação para seniores. 
Para além da formação inicial de educadores de infância e de professores, a ESECS disponibiliza, na área da educação, cursos de mestrado destinados a professores já em funções e a outros profissionais de educação, orientados para a dinamização do processo educativo e, na área das ciências sociais, mestrados orientados para a intervenção social, comunicação social e para o aprofundamento de estudos em áreas específicas como a tradução e desporto.
A dimensão cultural é também um fator de relevo na vida académica. A ESECS apoia a dinamização de diversas atividades culturais da sua comunidade promovidas pelos seus estudantes e professores, traduzindo-se na realização de exposições, seminários, conferências, workshops, entre outras ações abertas à comunidade académica e ao público em geral.
Além das atividades no Campus, a Escola tem apostado fortemente no desenvolvimento de diversos projetos de educação, formação, investigação e cooperação internacional, realizados através de parcerias estratégicas com entidades nacionais e internacionais. Neste domínio, para além da dimensão europeia, assume especial relevo a cooperação com os Países Africanos de Língua Oficial Portuguesa (PALOP), com o Brasil e com a República Popular da China. 
Localizada em Leiria, no centro geográfico de Portugal, fica a apenas 130 km de Lisboa e uma hora e meia de carro do Porto. A ESECS é uma excelente opção para quem, nacional ou estrangeiro, quer estudar numa escola com elevados padrões de qualidade de ensino, instalações agradáveis, apoios sociais adequados e inserida numa região de contrastes e belezas naturais ímpares. 
A ESECS é hoje um marco na Região e a par das restantes quatro Escolas contribui para consolidar o IPLeiria como uma instituição de referência no país.

## Cursos
- Animação Cultural
- Comunicação e Média
- Desporto e Bem-Estar
- Educação Básica
- Educação Social
- Relações Humanas e Comunicação Organizacional
- Serviço Social
- Tradução e Interpretação de Português-Chinês / Chinês-Português